# ルイス・ガルシア・フェルナンデス
ルイス・ガルシア・フェルナンデス（Luis García Fernández、1981年2月6日 - ）は、スペイン・アストゥリアス州オビエド出身の元サッカー選手、現サッカー指導者。スペイン代表であった。現役時代のポジションはフォワード、ミッドフィールダー（ウイング）。

## 選手経歴

### クラブ

#### 初期の経歴
少年時代に4度もクラブを転々とした後、レアル・マドリードの下部組織に加入した。
2001年にBチームであるレアル・マドリード・カスティージャに昇格し、コパ・デル・レイの試合でトップチームデビューを果たしたが、プリメーラ・ディビシオン（1部）の試合には出場していない。
2003年夏にレアル・ムルシアに完全移籍し、8月31日のセルタ・デ・ビーゴ戦 (1-1) でトップリーグデビューを飾った。その試合で初得点となるPKを決めると、2004年5月16日の古巣レアル・マドリード戦 (2-1) では2得点を挙げた。
2003-04シーズンは全試合に出場して11得点を挙げたが、彼の活躍の甲斐もなく、チームはセグンダ・ディビシオン（2部）降格となった。2004年夏、サミュエル・エトオを放出したRCDマヨルカに移籍した。2004-05シーズンは常に降格圏内に位置したが、ルイス・ガルシアは前シーズンと同じ11得点を挙げ、チームは最終節で17位に浮上して降格を回避した。

#### RCDエスパニョール
チーム事情によりRCDマヨルカを離れ、2005年夏、RCDエスパニョールと5年契約を結んだ。RCDエスパニョールではラウール・タムードと名コンビを組み、2005-06シーズンから2007-08シーズンまでの3シーズンでふたり合わせて計67得点を挙げている。2005-06シーズンは公式戦を通じて49試合に出場して14得点した。コパ・デル・レイ決勝のレアル・サラゴサ戦 (4-1) では2得点を挙げ、自身初のタイトル獲得に貢献し、シーズン終盤には2012年までの契約延長を果たした。2006年11月23日、UEFAカップのSVズルテ・ワレヘム戦 (6-2) でハットトリックを達成した。2006-07シーズンの同大会では計5得点を挙げたが、決勝のセビージャFC戦におけるPK戦では彼のPK失敗により敗北が決まった。2007-08シーズンにはリーグ戦で自己最多の13得点を挙げ、デビューした2003-04シーズン以降5シーズン連続でリーグ戦二桁得点を記録していたが、2008-09シーズンにはサイドハーフとして起用されることも増え、キャリア最少の5得点に終わった。チーム状況に応じてトップ下・右サイドハーフ・フォワードなど様々なポジションをこなし、2010年1月にパブロ・ダニエル・オスヴァルドが加入すると、ルイス・ガルシアはもっぱらウイングとして起用された。2010-11シーズンには怪我で戦列を離れたイバン・デ・ラ・ペーニャの代わりにキャプテンを務めた。

#### レアル・サラゴサ
2011年8月31日、移籍市場の最終日にレアル・サラゴサと3年契約を結んだ。フリートランスファーのため移籍金は発生しない。9月18日、古巣RCDエスパニョール戦 (2-1) で2得点を挙げたが、PKを失敗してハットトリック達成はならなかった。

#### KASオイペン
サラゴサのセグンダ・ディビシオン降格に伴い、2014年7月19日にベルギー2部リーグのKASオイペンに移籍した。
2019年4月21日引退。

### 代表
2006-07シーズンのRCDエスパニョールでの特筆すべき活躍により、2007年6月2日、UEFA EURO 2008予選のラトビア代表戦でスペイン代表デビューした。それ以来、ルイス・アラゴネス監督にコンスタントに招集されたが、2008年のUEFA EURO 2008本大会出場は逃した。

## 指導者経歴
2019年6月17日、セルヒオ・ガルシアの後任としてCFダムのカンテラであるフベニールAの監督に就任し、指導者キャリアをスタートさせた。
2022-23シーズンからはテルセーラ・ディビシオンRFEFに所属していたRSCインテルナシオナルFCの監督に就任したが、シーズン途中の2023年4月3日、ラ・リーガで18位と低迷していた古巣RCDエスパニョールへ監督として引き抜かれた。

## タイトル
- RCDエスパニョール

コパ・デル・レイ 優勝 : 2005-06
UEFAカップ 準優勝 : 2006-07